# 帝汶石斑魚
帝汶石斑魚（学名：Epinephelus timorensis）為輻鰭魚綱鱸形目鱸亞目鮨科的其中一種，其种加词“timorensis”意为“帝汶的”。分布於西澳大利亞、薩摩亞群島及鳳凰群島海域，棲息深度73-210公尺，體長可達26.5公分，為底棲性魚類，屬肉食性，生活習性不明。